# Bugula dispar
Bugula dispar är en mossdjursart som beskrevs av Harmer 1926. Bugula dispar ingår i släktet Bugula och familjen Bugulidae. Inga underarter finns listade i Catalogue of Life.